# Медведевская дистанция сигнализации, централизации и блокировки
Медведевская дистанция сигнализации, централизации и блокировки (ШЧ-3) — структурное подразделение Октябрьской дирекции инфраструктуры — структурного подразделения Центральной дирекции инфраструктуры — филиала ОАО «Российские железные дороги».
Медведевская дистанция сигнализации, централизации, блокировки и связи Калининской железной дороги организована в 1930-х годах. Контора дистанции располагалась на станции Медведево. Средством сигнализации на перегонах являлись полуавтоматическая блокировка и электрожезловая система. Управление стрелками на станциях было ручным. В 1998 году Медведевская дистанция СЦБ была ликвидирована, обслуживаемые участки переданы в ведение Осташковской и Бологовской дистанций СЦБ. В связи с подготовкой главного хода Октябрьской железной дороги к высоким скоростям движения, в 2005 году Бологовской дистанции СЦБ было вверено обслуживание исключительно главного хода дороги, а Медведевская дистанция СЦБ была восстановлена. В 2011 году на основании приказа № 36/Ц от 2 мая 2012 года, дистанция вошла в состав Октябрьской дирекции инфраструктуры.
Бологовская дистанция СЦБ обслуживает устройства автоматики на участках Валдай (включит.) — Бологое-Московское (исключит.) — Сонково, Сонково — Овинище II, Овинище II — Весьегонск, Овинище II — Дынино, Сонково — граница с Северной железной дорогой, Сонково — Савёлово — граница с Московской железной дорогой, Калязин-Пост — Углич, Бологое-Полоцкое — Назимово, Соблаго — Торжок. Протяженность дистанции — 822,3 км.
Начальник дистанции — Сергей Михайлович Киршин, коллектив предприятия насчитывает 137 человек. Контора дистанции находится на станции Бологое-Московское. Одним из начальников дистанции являлся Иван Васильевич Маньковский, Герой Социалистического Труда (1943).